# Nieuw-Dordrecht
Nieuw-Dordrecht est un village situé dans la commune néerlandaise d'Emmen, dans la province de Drenthe. Le 1er janvier 2007, le village comptait 2 080 habitants.

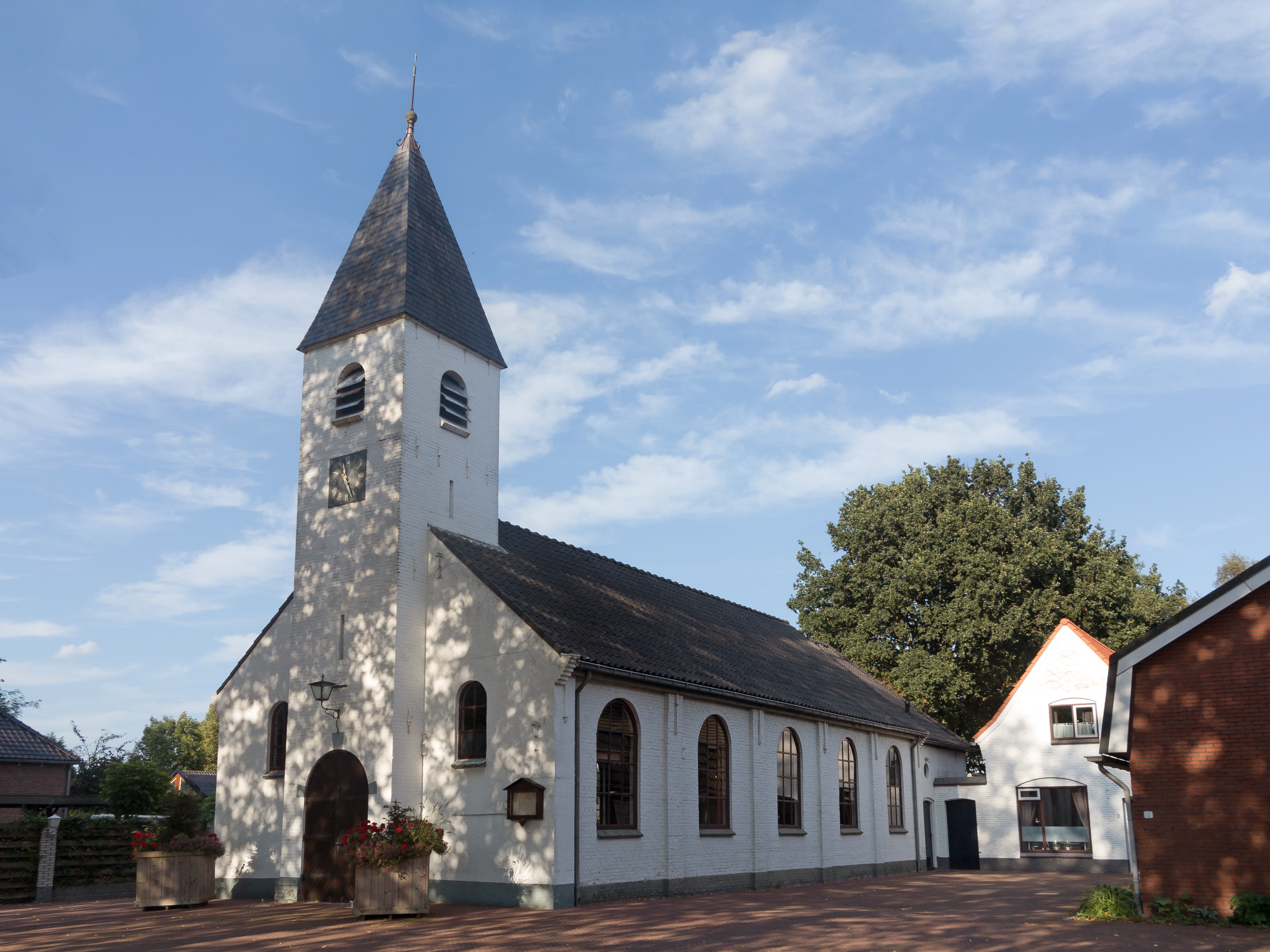
Nieuw-Dordrecht, l'église protestante

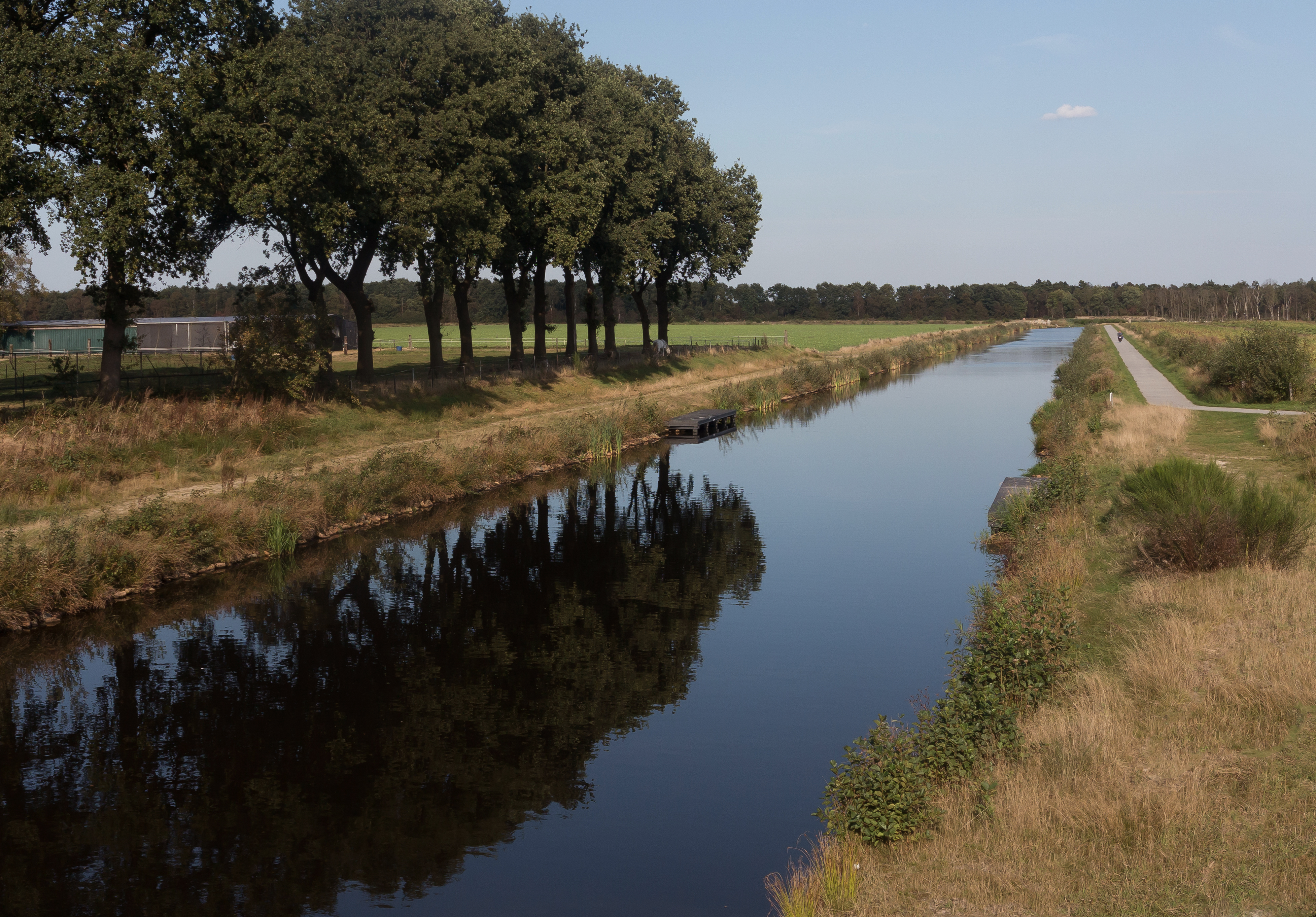
entre Nieuw-Dordrecht et Klazienaveen, le fossé dans le paysage de tourbe